# Burkhart Oertel

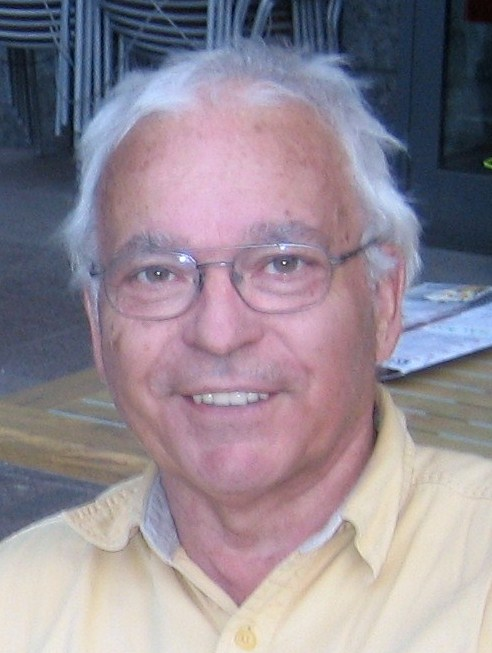
Burkhart Oertel

Burkhart Oertel (* 27. Dezember 1940 in Stuhm in Westpreußen) ist ein deutscher Physiker und Genealoge.

## Leben
Oertel studierte ab 1961 an der Christian-Albrechts-Universität zu Kiel Physik. Wie vor ihm sein Bruder Goetz Oertel wurde er im Corps Palaiomarchia-Masovia aktiv. Als Inaktiver wechselte an die Eberhard Karls Universität Tübingen und die Universität Hamburg. 1967 bestand er die Diplomprüfung als Physiker. 1970 wurde er in Kiel zum Dr. rer. nat. promoviert. Von 1973 bis 2005 unterrichtete er an der Universität der Bundeswehr München, die ihn 1979 zum Professor für Mathematik und Bauphysik ernannt hatte. Wie sein Vater Egon Oertel (1901–1974) ein passionierter Genealoge, wurde Oertel durch seine jahrzehntelange ehrenamtliche Tätigkeit als Koordinator der Württembergischen  Ortssippenbücher bekannt. Von den bis 2015 erschienenen rund 100 Bänden dieser Reihe sind 32 Bände von ihm selbst verfasst worden. An seinem Wohnort in Neubiberg unterhält er eine historisch-demographische Dokumentationsstelle für Südwestdeutschland. Oertel ist seit 1966 verheiratet und hat drei Töchter.

## Werke
- Physik für Bauingenieure. Heyne, München 1976. ISBN 978-3453490529.

## Ehrungen
- Johann Christoph Gatterer-Medaille in Bronze der DAGV (2021)
- Bundesverdienstkreuz am Bande (2003)[4]
- Ehrennadel des Arbeitskreises Heimatpflege im Regierungsbezirk Karlsruhe (2005)[4]
- Heimatmedaille des Landes Baden-Württemberg (2015)[4]